# Christopher Ehret
Christopher Paul Ehret (ur. 27 lipca 1941 w San Francisco, zm. 25 marca 2025 w Thousand Oaks) – amerykański historyk i językoznawca, profesor historii Afryki na Uniwersytecie Kalifornijskim w Los Angeles. Znany szczególnie ze swoich prac w zakresie afrykańskiej archeologii i językoznawstwa historycznego. Był autorem rozpraw naukowych na temat rekonstrukcji słabo zaświadczonych języków oraz prajęzyków z rodziny afroazjatyckiej i nilo-saharyjskiej. Jego prace etymologiczne są często krytykowane za zaproponowane zaskakujące przesunięcia semantyczne.